# Bank of Beijing
Bank of Beijing Co., Ltd. (BOB) (SSE: 601169) er en kinesisk bank med hovedkvarter i Beijing. De har 559 filialer. Bank of Beijing blev etableret i 1996.